# Archiargiolestes
Archiargiolestes is een geslacht van libellen (Odonata) uit de familie van de Argiolestidae.

## Soorten
Archiargiolestes omvat 3 soorten:
- Archiargiolestes parvulus (Watson, 1977)
- Archiargiolestes pusillissimus Kennedy, 1925
- Archiargiolestes pusillus (Tillyard, 1908)